# 永長
永長（1097年1月3日~1097年12月27日）是日本的年號之一。使用這個年號的天皇是堀河天皇，由白河上皇實施院政。

## 改元
- 嘉保四年十二月十七日（1097年1月3日） 改元永長。
- 永長二年十一月二十一日（1097年12月27日） 改元承德。

## 出處
- 《後漢書·光武帝紀下》：「……『古者封建諸侯，以藩屏京師。周封八百，同姓諸姬並為建國，夾輔王室，尊事天子，享國永長，為後世法。……』」

## 紀年、西曆、干支對照表
| 永長 | 元年   | 二年   |
| 公元 | 1096年 | 1097年 |
| 干支 | 丙子   | 丁丑   |